# Kosanove, Haisîn
Kosanove (în ucraineană Косанове) este un sat în comuna Nosivți din raionul Haisîn, regiunea Vinnița, Ucraina.

## Demografie
Componența lingvistică a localității Kosanove
     Ucraineană (95,6%)
     Rusă (3,63%)
     Alte limbi (0,76%)
Conform recensământului din 2001, majoritatea populației localității Kosanove era vorbitoare de ucraineană (95,6%), existând în minoritate și vorbitori de rusă (3,63%).